# Tiroksin
Tiroksin ili 3,5,3',5'-tetrajodtironin (skraćano T4) je hormon kojeg luče folikularne stanice štitne žlijezde. 
Tiroksin nastaje jodinacijom i kovalentnim vezanjem fenilnog dijela tirozina na peptid tireoglobulin (Tg). Izlučivanja tiroksina regulira tireotropin (TSH), hormon prednjeg režnja hipofize. Tiroksin se u krvi nalazi 99,95% vezan za bjelančevinu TBG, a ostalim manjim dijelom za transtiretin i serumske albumine. 
Tiroksin je prohormon, i spremnik aktivnog hormona štitne žlijezde trijodtironina (T3). Tiroksin se u ciljanim tkivima pod utjecajem enzima dejodinaza pretvara u T3. Tiroksin su prvi sintetizirali 1927.g. britanski kemičar Charles Robert Harington i George Barger. Normalne vrijednosti tiroksina u krvi odrasle osobe su od 4 - 11 mcg/dL.